# Jan Firlej (zm. po 1670)
Jan Firlej z Dąbrowicy herbu Lewart (zm. po 1670 roku) – polski szlachcic, poseł na sejm 1668 roku.

## Życiorys
Syn Stanisława, kasztelana lubelskiego i Konstancji z Leśniowolskich. 